# Фролов, Тихон Семёнович
Тихон Семёнович Фролов — советский хозяйственный и политический деятель.

## Биография
Родился в 1923 году в селе Верх-Чуманка. Член КПСС.
Окончил Кузнецкий металлургический техникум, Сибирский металлургический институт.
Участник Великой Отечественной войны: старший радиотелеграфист 45-го гвардейской миномётного полка, командир огневого взвода 308-го гвардейского миномётного полка, командир огневого взвода, начальник разведки дивизиона 39-шюго гвардейского миномётного полка.
В 1947 г. — оператор листопрокатного стана Новосибирского завода номер 702.
В 1947—1951 гг. — контролер ОТК, в 1951—1952 гг. — техник-исследователь прокатной группы центральной лаборатории Кузнецкого металлургического комбината.
В 1952—1961 гг. — инструктор, заместитель заведующего, заведующий промышленно-транспортным отделом, секретарь Сталинского горкома КПСС.
В 1961—1962 гг. — председатель Сталинского (Новокузнецкого) горисполкома.
В 1962—1973 гг. — начальник ПТО механо-монтажного отделения, старший инженер отдела металлургии, заведующий научно-методическим отделом, отделом патентно-лицензионной работы, главный редактор, заместитель директора по производству, начальник отдела информационно-справочной работы Казахского НИИ научно-технической информации.
Делегат XXII съезда КПСС.
Умер после 2005 года в Новокузнецке.

## Награды
- Орден Красного Знамени (1944)
- Орден Отечественной войны I степени (1985)
- Орден Отечественной войны II степени (1944)
- Орден Знак Почёта (1958)